# 上士
上士是軍事組織中，士官的最高階軍銜。

## 美国

美國陸軍上士臂章
美國海軍陸戰隊上士臂章
美國空軍上士臂章
美國海軍上士臂章
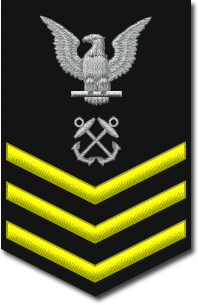
美國海軍上士臂章（服役滿12年）
美國太空軍上士臂章

## 中華民國
民國3年（1914年）7月，頒布《文官官秩令》，頒布了全國文官官秩，官分九秩，即上卿、中卿、少卿、上大夫、中大夫、少大夫、上士、中士、少士，另設同中卿、同上大夫。
另外可以指軍人的職銜，屬於士官，中華民國國軍上士多半擔任副排長的職務。在中華民國的軍銜制度中，上士之下的階級為中士，上士之上的階級為士官長。資深上士為中華民國海軍獨有，授予於上士階級服役滿十年未升士官長的上士成為資深上士。
中華民國國軍的士官（包含士兵）共分九級，上士相當於美國陸軍或美國海軍陸战隊的Staff Sergeant、美國空軍的Technical Sergeant、或美國海軍的Petty Officer 1st Class；中國人民解放軍的相對應官階為上士。

中華民國陸軍上士肩章
中華民國海軍上士臂章
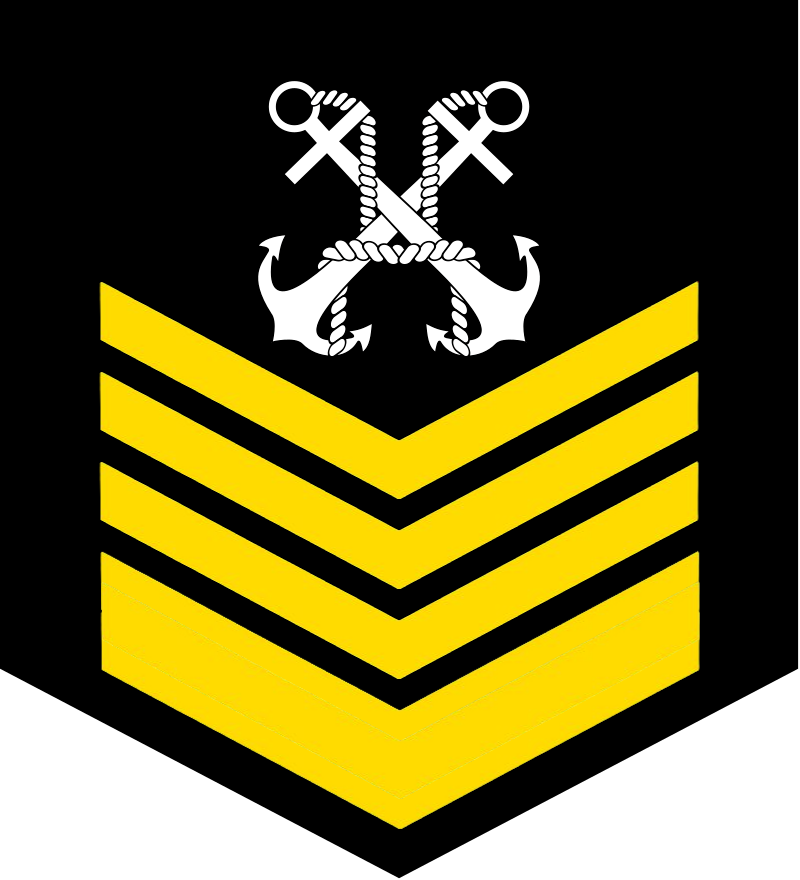
中華民國海軍資深上士臂章（任上士滿10年）
中華民國海軍陸戰隊上士肩章
中華民國空軍上士肩章
中華民國海洋委員會海巡署委任三職等、警佐三階、上士肩章

## 中华人民共和国
1955年中国人民解放军在实行征兵制、军官薪金制的同时实行了军衔制，军士设上士、中士、下士三级，上士是军士的最高级别。
1988年7月1日，七届全国人大常委会第二次会议通过《中国人民解放军军官军衔条例》，军士设上士、中士、下士三级，上士是军士的最高军衔。规定，服现役第四年的班长、第五年的副班长，都可晋升为上士军衔。
1998年12月，发布《中华人民共和国兵役法》，取消军士和士官军衔，新的士官军衔改为一至六级士官。
2009年7月13日，中央军委颁发《深化士官制度改革方案》，全军和武警部队年底前将全面施行新的士官制度。士官军衔从原先一至六级士官6个级别调整为下士、中士、上士、四级军士长、三级军士长、二级军士长、一级军士长7个级别。后将四级军士长改为“一级上士/大士”（相当于俄罗斯陆军和空军的Старшина、俄罗斯海军的Главный корабельный старшина、美国陆军的Sergeant First Class、美国海军的Chief Petty Officer和美国空军的Master Sergeant），因而上士一级亦可被称为“二级上士”。

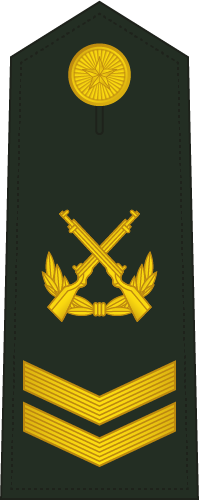
中國人民解放軍陸軍陆军一级上士（大士）肩章
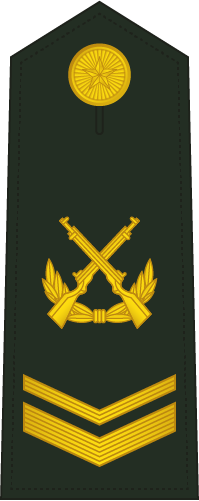
中國人民解放軍陸軍陆军二级上士（上士）肩章

## 朝鲜半岛
朝鲜人民军和大韩民国国军中此一级的对应汉字为“下士（하사 Hasa）”。

## 註解
1. ↑  在俄羅斯等國，尚有更高階的「大士」